# Pałubin
Pałubin (kaszb. Pałëbin) – wieś  w Polsce położona w województwie pomorskim, w powiecie kościerskim, w gminie Stara Kiszewa
Wieś pogranicza kaszubsko-kociewskiego położona nad  Kaczynką,dopływem Wierzycy.
W latach 1975–1998 miejscowość administracyjnie należała do województwa gdańskiego.
Wieś stanowi sołectwo gminy Stara Kiszewa.

## Historia
Od 9 listopada 1906 r. do 31 maja 1907 r. w miejscowej szkole elementarnej odbył się strajk dzieci przeciwko nauczaniu religii w języku niemieckim. Z uczestników strajku znane jest tylko jedno nazwisko: Lewiński. Strajk był elementem znacznie większej akcji biernego oporu wobec pruskich władz szkolnych, która na przełomie 1906 i 1907 r. objęła ponad 460 (!) szkół w prowincji Prusy Zachodnie, czyli przedrozbiorowe Pomorze Gdańskie, Powiśle, ziemię chełmińską i ziemię lubawską oraz część Krajny. Inspiracją dla strajków pomorskich były wcześniejsze działania dzieci w prowincji wielkopolskiej, ze słynnym strajkiem we Wrześni (1901) na czele.